# Blok 11

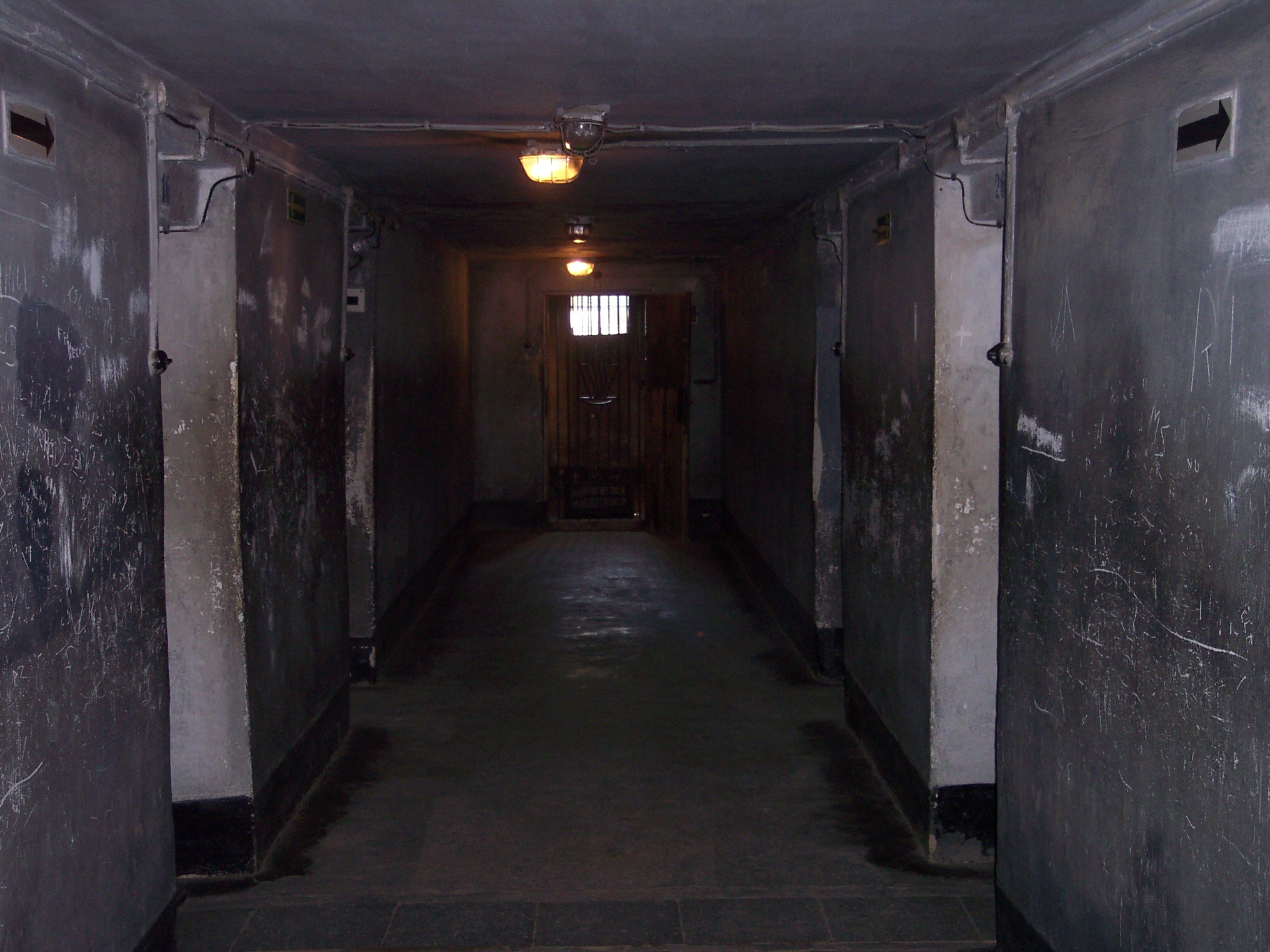
Enkele cellen van Blok 11.

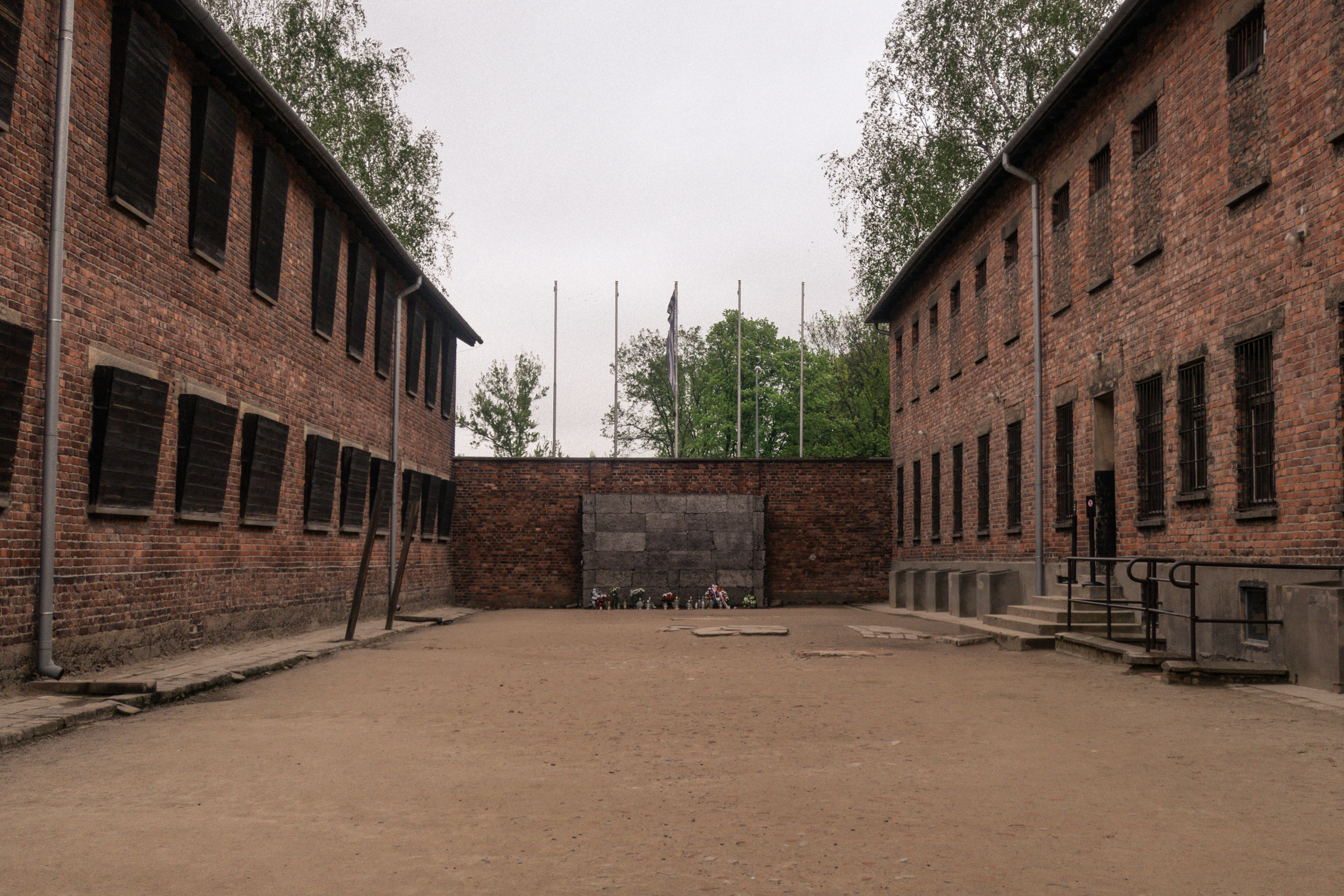
De muur tussen beide blokken

Blok 11 was de kampgevangenis van concentratiekamp Auschwitz I. Het was een van de meest gevreesde plekken in het hele kamp, omdat Blok 11 vrijwel altijd de dood betekende.
In Blok 11 werden personen vastgehouden die een overtreding hadden begaan. Het merendeel van dit blok bestond uit cellen. Om mensen extra streng te straffen bevatte dit blok in de kelder ook stacellen van ongeveer een vierkante meter vloeroppervlak. Deze cellen, zonder lichtinval, waren tot aan het plafond dichtgemetseld, met alleen onderin een luik waardoor de gevangenen naar binnen moesten kruipen. In een dergelijke cel werden gevangenen vaak met vier personen opgesloten. Overdag moesten zij zo'n 11 uur werken om de rest van de tijd weer opgesloten te worden, soms tot wel 12 dagen achtereen. Veel gevangenen overleefden dit niet, zij stierven aan oververmoeidheid of verstikking. Ook waren er zogenaamde verhongercellen, waar men de gevangenen liet doodhongeren.
Als represailles voor de vlucht van een gevangene uit Auschwitz I, werden op 23 april 1941 willekeurig tien gevangenen uit Blok 2 veroordeeld tot een hongerdood in Blok 11. 
Tussen Blok 10 (kampziekenhuis) en Blok 11 was een gesloten binnenplaats ingericht voor martelingen en executies. Hier werden gevangenen tegen de muur gezet. Vooraf moesten zij zich uitkleden in een omkleedruimte met wasbak in blok 11, waarna ze door een zijdeur de binnenplaats op werden gebracht. Als marteling werden de armen van de gevangenen op de rug gebonden. Vervolgens werden ze opgehangen aan hun handen. De palen waaraan dit gebeurde zijn nog steeds op deze binnenplaats te zien. Om te voorkomen dat de zieken konden zien wat zich op deze binnenplaats afspeelde zijn de ramen van blok 10 aan deze kant dichtgetimmerd.